# Коста-риканське парамо
Коста-риканське парамо або Таламанкійське парамо — неотропічний екорегіон гірських луків та чагарників, розташований в горах Коста-Рики та Панами.

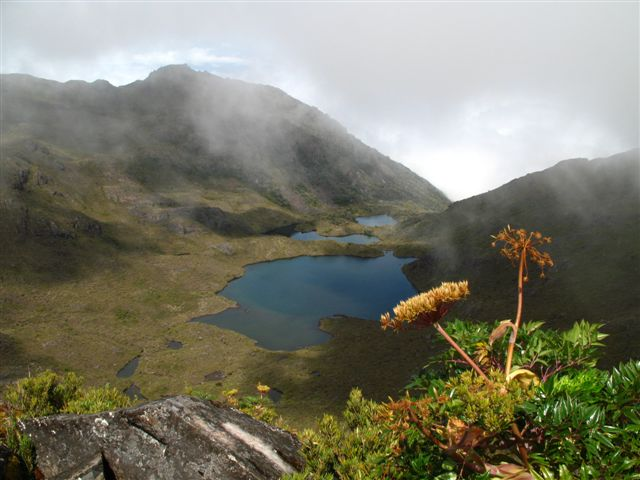
Парамо у високогір'ях Серро-Чирріпо (Коста-Рика)

## Географія
Екорегіон коста-риканського парамо охоплює кілька високогірних ділянок, розташованих на найвищих гірських вершинах Кордильєри-де-Таламанки — гірського хребта, що простягається із заходу на схід через східні райони Коста-Рики і західні райони Панами. Високогірні луки парамо поширені на вершинах гір, що підіймаються вище верхньої межі лісу, на висоту понад 3000-3100 м над рівнем моря, зокрема на вершинах гір Серро-Чирріпо, Серро-де-ла-Муерте та Серро-Камук в Коста-Риці, на вершині гори Серро-Ечанді, що лежить на коста-рикансько-панамському кордоні, а також на вершинах гір Серро-Фабрега та Серро-Ітамут в Панамі. Загальна площа екорегіону становить приблизно 31 км².
На висоті нижче 3000 м над рівнем моря високогірні луки парамо переходять у гірські ліси Таламанки. Всесвітній фонд дикої природи включає коста-риканське парамо в екорегіон гірських лісів Таламанки, хоча парамо має виражено відмінну флору, подібну до флори високогірних луків, поширених на півночі Анд.

## Клімат
У високогір'ях екорегіону переважає тундровий клімат (ET за класифікацією кліматів Кеппена). Вночі в екорегіоні регулярно трапляються заморозки, коли температура може опускатися нижче 0 °C. Найнижча зафіксована температура на горі Серро-Чирріпо становить -9 °C.

## Флора
Коста-риканське парамо можна розділити на три зони. На найнижчих висотах, поблизу верхньої межі лісу поширене субпарамо — субальпійські карликові ліси, у яких переважають низькорослі чагарники та зарості карликового мозаїчного бамбука (Chusquea subtessellata). На вищих висотах поширене парамо — альпійські луки, на яких переважають злаки, осоки, різнотрав'я та невисокі чагарники з родин Айстрові (Asteraceae), Трояндові (Rosaceae) та Вересові (Ericaceae). На найвищих гірських вершинах поширене суперпарамо, рослинний покрив якого розріджений.
У коста-риканському парамо зустрічається 416 видів рослин з 216 родів та 72 родин, з яких 50 видів є ендеміками екорегіону. Найбільше різноманіття спостерігається серед представників родини айстрових (Asteraceae): тут зустрічається 73 види з цієї родини, зокрема представники чотирьох ендемічних родів — Iltisia, Jessea, Talamancalia та Westoniella. На найвищих висотах екорегіону (на висоті від 3500 до 3820 м над рівнем моря) зустрічається лише дванадцять видів рослин, зокрема дволопатева азорелла (Azorella biloba), безстебла каландрінія (Calandrinia acaulis), кастіллея Кіроса (Castilleja quirosii), хорульйоська кашка (Draba jorullensis), безстебла лісіпомія (Lysipomia acaulis), чирріпойський тонконіг (Poa chirripoensis), товстодзьобий жовтець (Ranunculus crassirostratus), жовтозілля Кухб'єра (Senecio kuhbieri), стевія Вестона (Stevia westonii), унцінія Коями (Uncinia koyamae), чирріпойська вестоньєлла (Westoniella chirripoensis) та вовнистоголова вестоньєлла (Westoniella eriocephala).

## Фауна
На високогірних луках екорегіону зустрічається 32 види ссавців, зокрема пуми (Puma concolor), центральноамериканські тапіри (Tapirus bairdii), оцелоти (Leopardus pardalis), маргаї (Leopardus wiedii) та майже ендемічні таламанкійські дрібновухі мідиці (Cryptotis gracilis). Ендемічні коста-риканські кролики (Sylvilagus dicei) та чирикійські бурі миші (Scotinomys xerampelinus) переважно живуть у парамо Кордильєри-де-Таламанки, однак також трапляються в гірських лісах на нижчих висотах.
У коста-риканському парамо мешкає 70 видів птахів. Дванадцять видів — неоарктичні канюки (Buteo jamaicensis), пурпуровогорлі колібрі-крихітки (Selasphorus flammula), коронники-куцохвости (Zeledonia coronata), чорнощокі коронники (Basileuterus melanogenys), вогнистоволі пісняри (Oreothlypis gutturalis), бамбукові волоочки (Thryorchilus browni), сіроголові дрозди-короткодзьоби (Catharus gracilirostris), коста-риканські дрозди (Turdus nigrescens), білоброві зеленники (Chlorospingus pileatus), вулканійські юнко (Junco vulcani), великоногі вівсянки (Pezopetes capitalis) та рудошиї бруанти (Zonotrichia capensis) — вважаються такими. що зустрічаються в парамо протягом всього року. Ще 34 види переважно живуть в хмарних лісах на нижчих висотах, однак регулярно відвідують чагарники субпарамо; решта видів є випадковими відвідувачами.
Герпетофауна екорегіону включає коста-риканську абронію (Abronia monticola), зелену колючу ігуану (Sceloporus malachiticus) та грибоязику саламандру (Bolitoglossa pesrubra). Ще 16 видів плазунів та амфібій зустрічаються в субальпійських лісах субпарамо.
У коста-риканському парамо зареєстровано 71 вид комах, серед яких найбільш чисельною групою є лускокрилі (Lepidoptera). Найбільш поширеними видами комах в екорегіоні є метелик Gonodonta pyrgo, цикадка Hortensia similis та джміль Bombus ephippiatus.

## Збереження
Всі ділянки коста-риканського парамо знаходяться в межах природоохоронних територій. Національний парк Чірріпо, заснований у 1975 році, включає найбільшу в Коста-Риці ділянку парамо на горі Серро-Чирріпо — найвищій вершині країни заввишки 3820 м, та на навколишніх вершинах. Міжнародний парк Ла-Амістад, заснований у 1982 році, охороняє ділянки парамо на гірських вершинах, що простягаються на південний схід від Серро-Чирріпо, зокрема на вершинах гір Елі, Дуріку та Камук у Коста-Риці та на вершинах гір Фабрега, Ітамут та Ечанді в Панамі. Національний парк Тапанті охороняє парамо у високогір'ях гірського масиву Буенавіста, а національні парки Ірасу та Турріальба охороняють парамо на вершинах вулканів Ірасу та Турріальба в горах Центральної Кордильєри.